# Teatr Rozrywki (Chorzów)
Teatr Rozrywki – repertuarowy teatr muzyczny założony w 1985 w Chorzowie jako Państwowy Teatr Rozrywki; mieści się przy ulicy Marii Konopnickiej 1 (wejście od ulicy Katowickiej).

## Historia

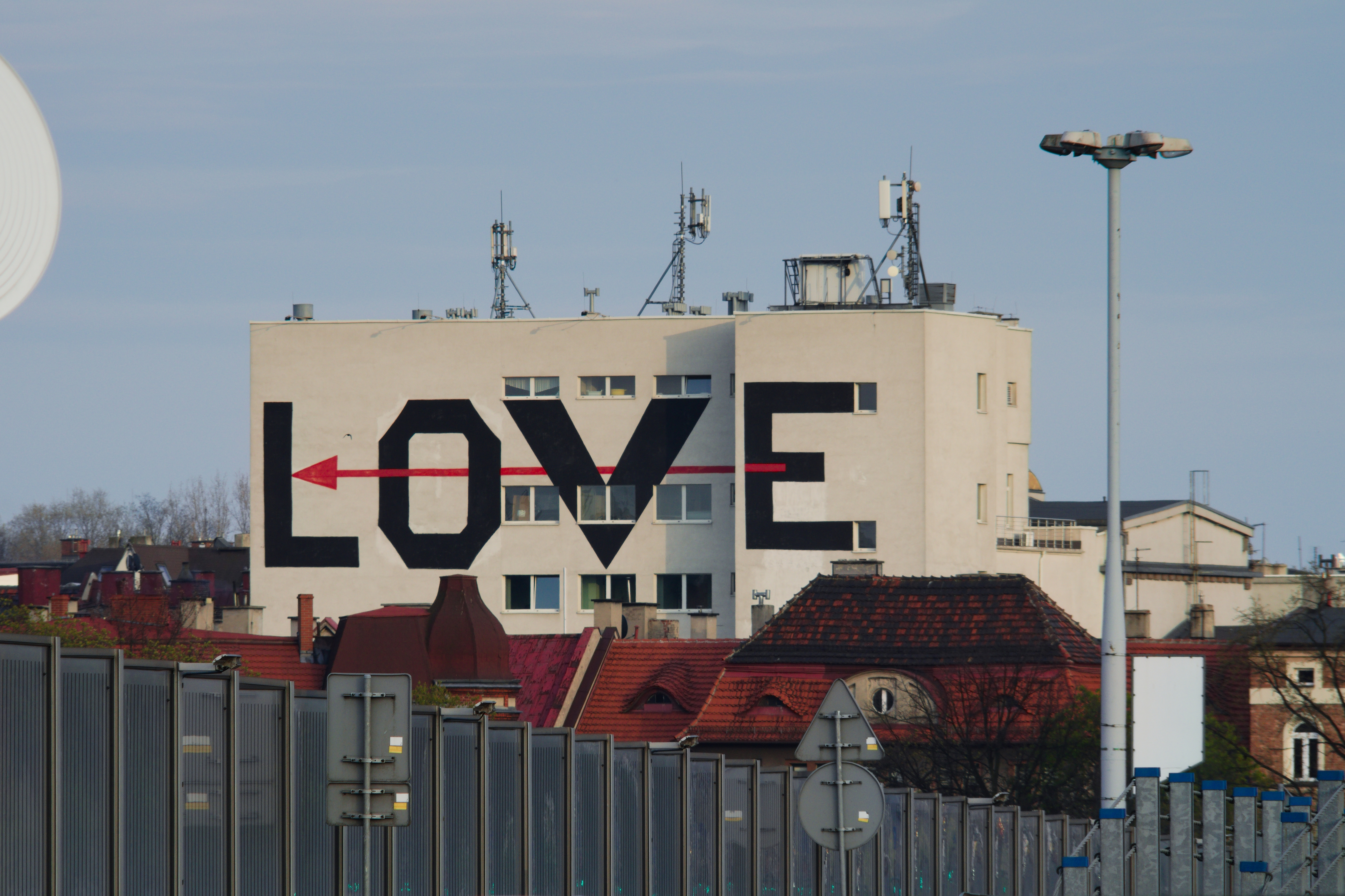
Mural Raspazjana na budynku Teatru Rozrywki (2021)

Historia teatru rozpoczyna się pod koniec lat 70 XX w., kiedy to powstał pomysł, aby przy TVP Katowice utworzyć Music-Hall. Rewie wzorowane na broadwayowskich miały przyciągnąć zarówno publiczność, jak i krytyków. Miały się w nim odbywać także pokazy musicali i recitale gwiazd sceny. Planowano grać około 250 przedstawień rocznie.
Na siedzibę wybrano stary, zabytkowy budynek, w którym przed wojną mieścił się najekskluzywniejszy chorzowski Hotel Graf Reden. Zbudował go Niemiec wyznania mojżeszowego Franz Oppavsky. W czasie międzywojennym XX wieku był on siedzibą m.in. Teatru Niemieckiego. A po II wojnie światowej był tam Dom Kultury Huty Kościuszko zw. także Domem Hutnika (organizowano w nim imprezy np. koncerty, był siedzibą chórów itp.). Boczną przybudówkę, w której przed II wojną światową działała wielka piwiarnia i w której odbywały się imprezy sportowe jak np. zawody w szachach, w szkata, a nawet walki bokserskie, przebudowano na potrzeby teatru. Długo przekładano otwarcie Teatru i pierwsze w nim przedstawienie.
W roku 1981 ze względu na sytuację polityczno-społeczną w ogóle zaprzestano przygotowań. 1 stycznia 1985 roku Music-Hall przekształcił się w Teatr Rozrywki. W celu zapewnienia sobie godnej kadry, powołane zostało Studium Taneczno-Wokalne. Przez 2,5 roku nauki (kończącej się otrzymaniem dyplomu artysty estradowego) można było się tam nauczyć aktorstwa, pantomimy, śpiewu, tańca, stepu, akrobatyki i kaskaderki. Do Studium uczęszczał m.in. Janusz Józefowicz.
Znajduje się on w Chorzowie Śródmieściu (dawna Królewska Huta Königshütte) – nieopodal rynku, przy tzw. estakadzie, na skrzyżowaniu ulic Konopnickiej i Katowickiej.

## Ludzie
Teatr tworzą cztery zespoły: aktorski, wokalny, balet oraz orkiestra, co pozwala na granie różnorodnego repertuaru. Działa tu również chór dziecięcy, grający specjalne koncerty. Razem w Teatrze pracuje około 100 artystów. Na zaplecze teatru składają się: Biuro Obsługi Widzów, Dział Marketingu i Promocji, Dział Księgowości, pracownia krawiecka, ślusarska, malarska.
Dyrektorem Teatru był Dariusz Miłkowski, związany z tą instytucją już od czasów Music-Hallu. W 2018 roku zarządzanie chorzowską sceną muzyczną powierzono Aleksandrze Gajewskiej, która związana jest z placówką od ponad 25 lat. Zastępcą do spraw artystycznych został Jacek Bończyk.

## Aktorzy
Zespół stały (marzec 2019)
Wioletta Białk, Marzena Ciuła, Dominika Guzek, Wioletta Malchar-Moś, Izabella Malik, Maria Meyer, Ewa Niemotko, Anna Ratajczyk, Alona Szostak, Marta Tadla, Marek Chudziński, Maciej Cierzniak, Jarosław Czarnecki, Kamil Franczak, Rafał Gajewski, Tomasz Jedz, Mirosław Książek, Bartłomiej Kuciel, Maciej Kulmacz, Andrzej Lichosyt, Adam Szymura, Artur Święs, Hubert Waljewski.
Gościnnie (marzec 2019)
Marta Kloc, Elżbieta Okupska, Małgorzata Witkowska, Magdalena Wojtacha, Mirosława Żak, Grzegorz Dowgiałło, Kamil Drężek, Grzegorz Gadziomski, Andrzej Kowalczyk, Igor Kujawski, Dariusz Niebudek, Tomasz Steciuk, Dariusz Wiktorowicz.

## Repertuar
Teatr prezentuje różnorodne spektakle, najwięcej uwagi poświęca on musicalom i spektaklom muzycznym. W repertuarze ma zarówno polskie przedstawienia: „Betlejem polskie” Lucjana Rydla, „Pannę Tutli Putli” Witkacego, „Apetyt na czereśnie” Agnieszki Osieckiej, czy „Jeszcze w zielone gramy” Wojciecha Młynarskiego, jak również najbardziej znane zagraniczne musicale: „Ocean niespokojny”, „Cabaret”, „Skrzypek na dachu”, „Evita”, „Człowiek z La Manczy”, „Pocałunek kobiety-pająka”, „Jekyll & Hyde”, „The Rocky Horror Show” czy „Oliver!”.
Prezentowano także przedstawienia dramatyczne. Wystawiano m.in.: „Firmę” Mariana Hemara, „Kaczo” Bogusława Schaeffera, „Ubu króla” Alfreda Jarry’ego (wystawienie w setną rocznicę premiery). Oryginalnym pomysłem był spektakl „Ślady” Józefa Szajny, grany na wielu krajowych i zagranicznych festiwalach, oraz adaptacja powieści Williama Whartona „Ptasiek”.
W 2001 Teatr po raz pierwszy zaistniał w roli producenta, przygotowując adaptację „Zbrodni i kary” Fiodora Dostojewskiego z udziałem Macieja Stuhra i Henryka Talara. Następnie zaczęto wystawiać m.in. monodramy „Ja, Josephine” i „Shirley Valentine”, farsy „O co biega?” i „Okno na parlament”, musical „Dyzma”, widowisko baletowe „Rudolf Valentino” oraz spektakle muzyczne „Bal u Wolanda”, oparty na „Mistrzu i Małgorzacie” Michaiła Bułhakowa z gościnnym udziałem Macieja Maleńczuka i „Krzyk według Jacka Kaczmarskiego”. Muzyka z tego ostatniego wydana została na płycie.
Nie brakuje również koncertów: swoje występy mieli tu m.in.: Michał Bajor (oprócz własnych recitali grał również rolę Che Guevary w „Evicie”), Urszula Dudziak, Jacek Wójcicki, Grzegorz Turnau, Janusz Radek, Dżem i Stanisław Sojka.
Ponadto od 1998 corocznie odbywa się Wakacyjny Przegląd Przedstawień.